# Cafercan Aksu
Cafercan Aksu (* 15. Januar 1987 in Antalya) ist ein türkischer Fußballspieler.

## Karriere
Aksu spielte in seiner Jugend für Antalyaspor und Galatasaray Istanbul. Beim türkischen Traditionsverein erhielt er vor der Saison 2002/03 seinen ersten Profivertrag und gab sein Debüt am 20. März 2004 gegen Çaykur Rizespor. Es folgten zwei weitere in der darauffolgenden Spielzeit und er gewann in derselben Saison den türkischen Pokal.
Nach dieser Saison wurde Aksu für die nächsten vier Spielzeiten an vier verschiedene Klubs verliehen: Çaykur Rizespor, Istanbul BB, Orduspor und Gaziantep BB. Sein Vertrag mit Galatasaray endete am 31. Mai 2009 und er wechselte somit ablösefrei in die 3. Liga zu Konya Şekerspor. Dort machte er als Mittelfeldspieler in 64 Ligaspielen 26 Tore und ging nach zwei Jahren in die 2. Liga zu Boluspor. Während der Rückrunde der Saison 2011/12 spielte Aksu auf Leihbasis für Giresunspor. Zum Saisonende kehrte er zu Boluspor zurück und absolvierte in der Saison 2012/13 21 Ligaspiele.
Zum Sommer 2013 wechselte er innerhalb der Liga zu Tavşanlı Linyitspor. Zur Hinrunde belegte die Mannschaft den vorletzten Tabellenplatz. Obwohl Aksu hier gute Leistungen zeigte, wechselte er innerhalb der Liga zu Karşıyaka SK.
Im Sommer 2014 wechselte er zum Drittligisten Kocaeli Birlikspor.

## Erfolge
Galatasaray Istanbul
- Türkischer-Fußballpokal-Sieger: 2005